# Sigvard Bernadotte
Sigvard Oscar Frederico Bernadotte (Drottningholm, 7 de junho de 1907 — Estocolmo, 4 de fevereiro de 2002) foi um nobre e designer de produtos sueco, e um membro da Casa de Bernadotte, a família real sueca.

## Biografia

### Primeiros anos
Segundo filho do rei Gustavo VI Adolfo da Suécia e de sua primeira esposa, a princesa Margarida de Connaught, Sigvard nasceu com os títulos de príncipe da Suécia e duque da Uplândia. Sua mãe faleceu quando ele tinha doze anos de idade. Três anos depois, o rei desposou lady Louise Mountbatten, a qual teve um bom relacionamento com Sigvard e seus quatro irmãos. Estudou na Universidade de Upsália.

### Casamentos
No dia 8 de março de 1934, em Londres, o príncipe Sigvard desposou a plebéia Erica Maria Patzek (n. 1911), natural de Wilmersdorf, Berlim. Como o casamento não foi considerado adequado, independente da concessão do rei, ele perdeu seus títulos e foi excluído da linha de sucessão ao trono sueco. Não tiveram filhos e divorciaram-se em 14 de outubro de 1943. Doze dias depois, em Copenhague, Sigvard casou-se com outra plebéia, Sonja Christensen Robbert (1909-2004). No ano seguinte tiveram um filho, Michael (1944-), mas se divorciaram em 6 de junho de 1961. Um mês depois, em Estocolmo, Sigvard casou-se com a também plebéia Marianne Lindberg (1924-), uma atriz e ex-esposa de Gabriel Tchang, filho de um ministro chinês.

### Títulos

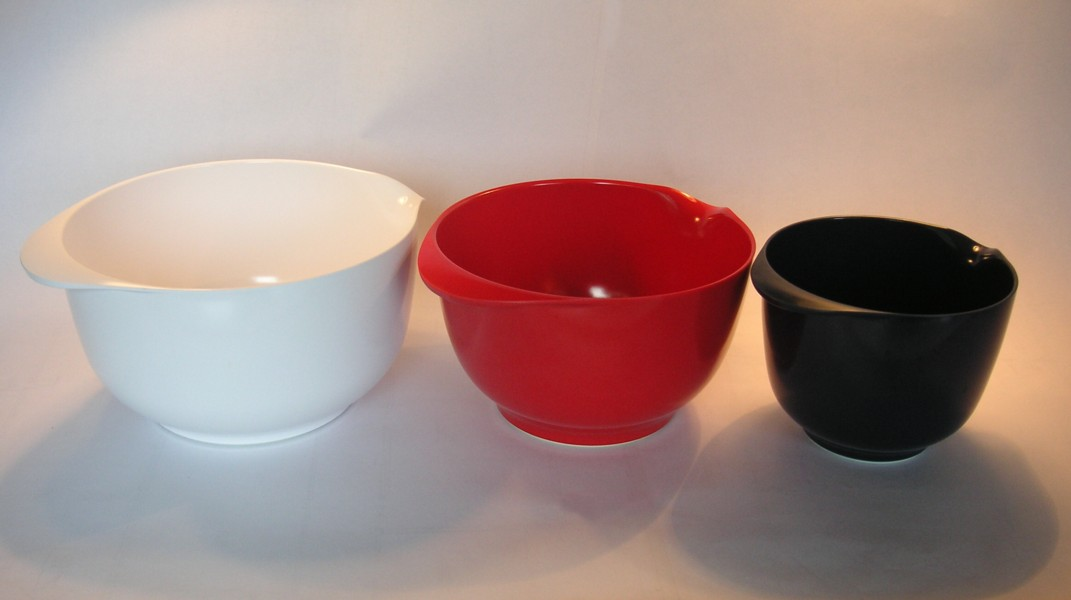
Produtos de Bernadotte.

Em 2 de julho de 1951 foi recebido na nobreza de Luxemburgo por ato da grã-duquesa Carlota, com o título pessoal de Príncipe Bernadotte e o título hereditário de Conde de Wisborg. Em 1983, Sigvard anunciou à agência de notícias Tidningarnas Telegrambyrå que ele se tornaria príncipe novamente. Bernadotte, contudo, não visava à restauração de sua posição na linha de sucessão, apenas o título, mas o rei Carlos XVI Gustavo jamais permitiu. Sigvard chegou a apelar no Tribunal Europeu dos Direitos Humanos, sem sucesso.

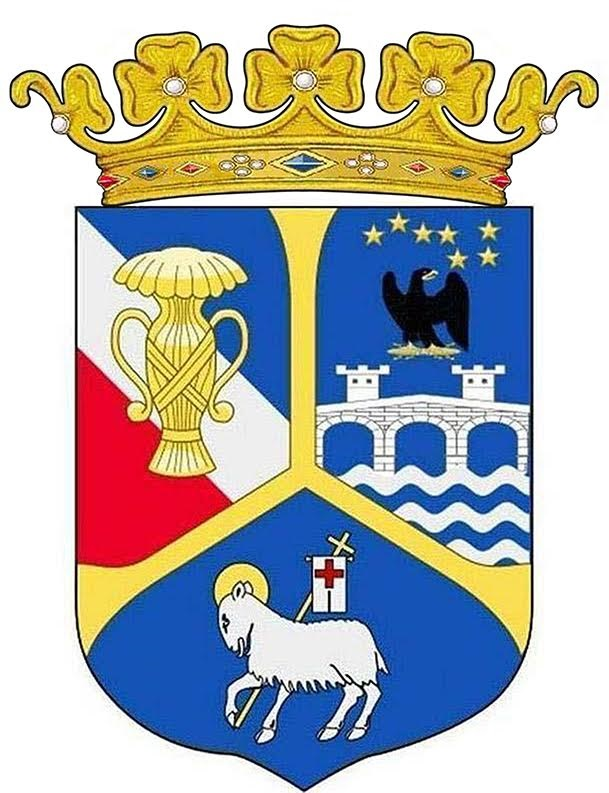
Brasão do Príncipe Bernadotte na nobreza do Luxemburgo.

Entre 1994 e 2002, Sigvard foi o bisneto mais idoso da rainha Vitória do Reino Unido, tendo alcançado a idade de noventa e quatro anos.

### Vida profissional
Um designer de produtos, Sigvard Bernadotte ficou conhecido por criar produtos luxuosos de prata para Georg Jensen e objetos de plástico para o uso diário doméstico.